# 上班

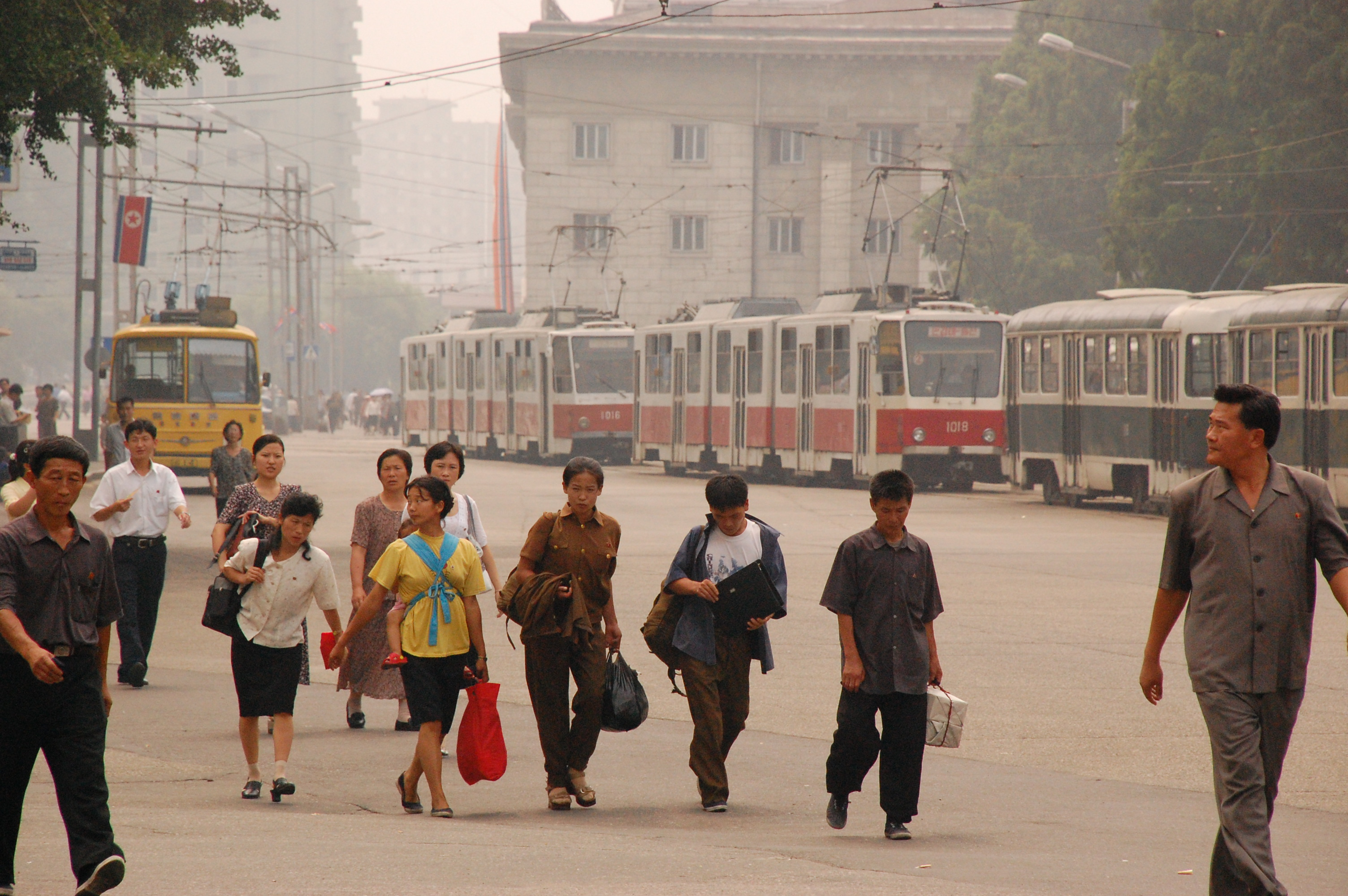
北韓上班通勤時間

上班、下班原指公務人員出勤退勤，後廣泛用於民間公司職員之出退勤。
上班一詞源於中國清朝軍機章京的制度。清朝雍正以後軍機處成為國政中樞，又以軍機章京擔任秘書工作。軍機章京分滿漢，又各分頭班和二班，日夜輪值，隨時有人處理政務。清代各衙門並無嚴格的出勤考核制度，官員到衙門時間並不一定，而軍機章京二十四小時分班輪值，始有固定的出勤退勤時間，稱之為上班、下班。此與後來被廣泛沿用，指稱「在規定的時間，到固定場所工作」。